# 松本昌広
松本　昌広（まつもと　まさひろ、1971年8月10日 - ）は、愛知県安城市出身の日本の柔道家。階級は95kg超級。身長178cm。体重120kg。

## 経歴
小学校2年の時に父親に勧められて杉山道場で柔道を始めた。4年と6年の時には県のチャンピオンとなった。テレビで見かけて憧れていた講道学舎に入るために上京すると、弦巻中学へ通うことになった。2年の時には全国中学校柔道大会の個人戦78kg超級では3位だったが、団体戦では1学年上の秀島大介などとともに活躍すると、決勝では代表戦で一本勝ちして優勝を飾った。3年の時には全国中学校柔道大会の団体戦で2位にとどまった。
世田谷学園高校へ進むと、1年の時には金鷲旗で優勝するが、全国高校選手権では3位だった。2年の時には金鷲旗は6回戦で敗れると、インターハイ団体戦で2位、新人体重別の95kg超級では3位となった。全国高校選手権では同級生の阿武貴宏や1年の田辺勝とともに活躍して優勝を勝ち取った。3年の時には国際高校柔道選手権大会団体戦で優勝すると、最優秀選手にも選ばれた。金鷲旗では決勝で東海大高輪台高校と対戦すると、大将戦で酒井伸哉を掬投の技ありで破ってチームを優勝へ導いた。インターハイの団体戦では予選リーグで敗れて2年ぶり3度目の高校団体3冠(高校選手権、金鷲旗、インターハイ)はならなかった。個人戦の重量級では3位になった。新人体重別でも昨年に続いて3位だった。
1990年に明治大学へ進学すると、2年の時には優勝大会決勝の東海大学戦で北田晃三を大外刈で破る決勝点をあげるなど、2年先輩の吉田秀彦や秀島などとともに活躍してチームの19年ぶりとなる優勝に貢献した。新人体重別では3度目の3位となると、正力杯では2位になった。3年の時には全日本選手権で5位になると、体重別と正力杯では3位に入った。優勝大会では決勝の東海大学戦で松村浩二を内股で破り、昨年に続いて優勝に貢献した。ドイツ国際では世界チャンピオンであるロシアのセルゲイ・コソロトフを判定ながら破るも5位に終わった。4年の時には全日本選手権で再び5位となった。体重別と正力杯、正力国際では3位だった 1994年にはJRAの所属となった。

## 戦績
(階級表記のない大会は全て95kg超級での成績)
- 1985年 -　全国中学校柔道大会　個人戦　78kg超級　3位　団体戦　優勝
- 1986年 -　全国中学校柔道大会　団体戦　2位
- 1987年 -　金鷲旗　優勝
- 1988年 -　全国高校選手権　団体戦　3位
- 1988年 -　インターハイ　団体戦　2位
- 1988年 -　新人体重別　3位
- 1989年 -　全国高校選手権　団体戦　優勝
- 1989年 -　国際高校柔道選手権大会　優勝
- 1989年 -　金鷲旗　優勝
- 1989年 -　インターハイ　個人戦　重量級　3位
- 1989年 -　新人体重別　3位
- 1990年 -　優勝大会　3位
- 1991年 -　優勝大会　優勝
- 1991年 -　新人体重別　3位
- 1991年 -　正力杯　2位
- 1992年 -　全日本選手権　5位
- 1992年 -　体重別　3位
- 1992年 -　正力杯　3位
- 1992年 -　優勝大会　優勝
- 1993年 -　ドイツ国際　5位
- 1993年 -　全日本選手権　5位
- 1993年 -　体重別　3位
- 1993年 -　優勝大会　3位
- 1994年 -　正力国際　3位

(出典、JudoInside.com)